# Интернет в Гибралтаре
Интернет в Гибралтаре появился в 1996 году, когда частная компания Gibnet Limited подключила город к испанской сети. В 2005 году Gibnet объединилась с Broadband Gibraltar Limited, сформировав компанию Sapphire Networks Limited. Компании принадлежит собственный оптоволоконный канал и радиосеть, действующая по всему городу.
С 1997 года доступ в интернет предоставляет компания GNC Networks, которая в 2002 году обеспечивает выход в сеть с помощью ADSL-подключения. Провайдером совместно владеют правительство Гибралтара и Slovenia Telecom.
В 2000 году лицензию на предоставление доступа в интернет получила компания Ladbrokes, крупнейший колл-центр Гибралтара, по которой работу в городе начала европейская компания Advanced Business Communications (ABC). Однако после неудачной попытки ABC самостоятельно получить лицензию, её деятельность была свёрнута в 2002 году, а лицензия Ladbrokes не была продлена.
В 2008 году CTS Gibraltar Limited открыла точки доступа по технологии WiMax, которая стала конкурировать с предоставлением доступа по ADSL. Затем компания вышла и в сегмент ADSL, а также внедрила технологию UMTS. В 2013 году работа компании была прекращена из-за значительной задолженности.
В 2013 году лицензии на предоставление широкополосного доступа в интернет получили компании Shine Mobile и GibFibreSpeed Ltd (торговая марка компании A.J. Sheriff Electrical Ltd). GibFibreSpeed стала первым в Гибралтаре провайдером, предоставляющим доступ домашних пользователей в интернет по оптоволоконному кабелю.

## Домен верхнего уровня
Гибралтар имеет собственный домен верхнего уровня: .gi.